# Gelidium
Gelidium ist eine Rotalgen-Gattung aus der Familie der Gelidiaceae. Geographisch ist sie die am weitesten verbreitete Gattung dieser Familie. Ihre Arten finden unter anderem in der japanischen Küche Verwendung.

## Beschreibung
Der Thallus ist knorpelig, leicht kraus, 2 bis 40 Zentimeter groß, zweireihig angeordnet, gefiedert oder unregelmäßig verzweigt, in der Farbe rot bis tiefpurpur und bei manchen Arten schwärzlich. Er besteht aus einer oder mehreren aufrechten Achsen. Diese wachsen aus zylindrischen oder zusammengedrückten, verzweigten oder unverzweigten kriechenden Achsen mit zahlreichen kurzen Hapteren, die individuelle Achsen oder massive scheibenförmige Haftorgane bilden. Bisweilen kommen Gelidium-Algen in Seegraswiesen mit umfangreichen Basalteilen oder in eigenständigeren Klammern vor. Die aufrechten Wedel sind häufig an der Basis zylindrisch, darüber subzylindrisch und an ihren Spitzen zusammengedrückt. In gemäßigten Breiten werden die Wedel größer. Die Rinde enthält mehrere Reihen pigmentierter Zellen von meist 2 bis 15 Mikrometern Durchmesser; üblicherweise sind die kleineren Richtung Außenseite und aus der Oberflächensicht regelmäßig oder unregelmäßig angeordnet. Die Markzellen sind im Querschnitt generell rund mit bis zu 30 Mikrometern Durchmesser, farblos, verdichtet oder locker angedrückt. Die als Rhizoidalfasern, Rhizine oder Hyphae bekannten langgestreckten, farblosen Zellen sind dickwandig mit bis zu 5 Mikrometern Durchmesser und 200 Mikrometern Länge, im Mark- oder Rindengewebe befindlich und bisweilen innerhalb einer Art in Anzahl und Position variierend. Die kreuzförmig geteilten Tetrasporangia mit bis zu 35 Mikrometer Durchmesser, geordnet oder ungeordnet in den Sori, besetzen die gesamten, bisweilen ausgeweiteten oder breit abgerundeten Spitzen seitlicher Zweige oder Hauptachsen. Fertile Zweige können einfach oder gefiedert zusammengesetzt sein, sind etwas verdreht und dicht gefüllt, oft mit sterilen Rändern. Das Carpogonialfilament ist einzellig und verschmilzt nach der Befruchtung mit angrenzenden Zellen. Das Zystokarp tritt an beiden Oberflächen des Zweiges gleichermaßen hervor, üblicherweise mit einer oder, seltener, mehreren Öffnungen auf jeder Oberfläche des Wedels. Gelegentlich wachsen zwei zystokarpische Hohlräume seitlich zusammen und bilden damit bis zu einem Millimeter lange vergrößerte Zystokarpe.

## Ökologie
Über 20 Gelidium-Arten dienen Wirbellosen und Fischen als Nahrung.

## Verbreitung
Diese Gattung wächst im Intertidal bis tiefen Subtidal kalter bis tropischer Gewässer weltweit, fehlt aber in arktischen und subantarktischen Gewässern. Die maximale polwärtige Verbreitung erreichen Gelidium crinale an den Falklandinseln sowie Gelidium spinosum und Gelidium pusillum an der südwestlichen Küste Norwegens. Innerhalb der Familie der Gelidiaceae ist Gelidium die geographisch am weitesten verbreitete Gattung. In tropischen Breiten ist ihre Artenvielfalt größer als in gemäßigten Gebieten. Typischerweise kommt sie auf felsigem Untergrund und oft auf Korallen vor.
Der Rückgang natürlicher Gelidium-Vorkommen in Japan und Marokko ist auf Übernutzung, im Falle der japanischen Toyama-Bucht aber auch auf Sedimentation zurückzuführen.
Für kommerzielle Zwecke wird Gelidium in Spanien, Portugal, Marokko (Gelidium corneum), Südafrika (Gelidium pristoides und weitere Arten), Chile, Mexiko (Gelidium robustum, Niederkalifornien), Japan, Korea, Indonesien und Indien geerntet. Kultivierungsversuche wurden unter anderem in Korea, Spanien, China, Südafrika und Israel unternommen.

## Nutzung

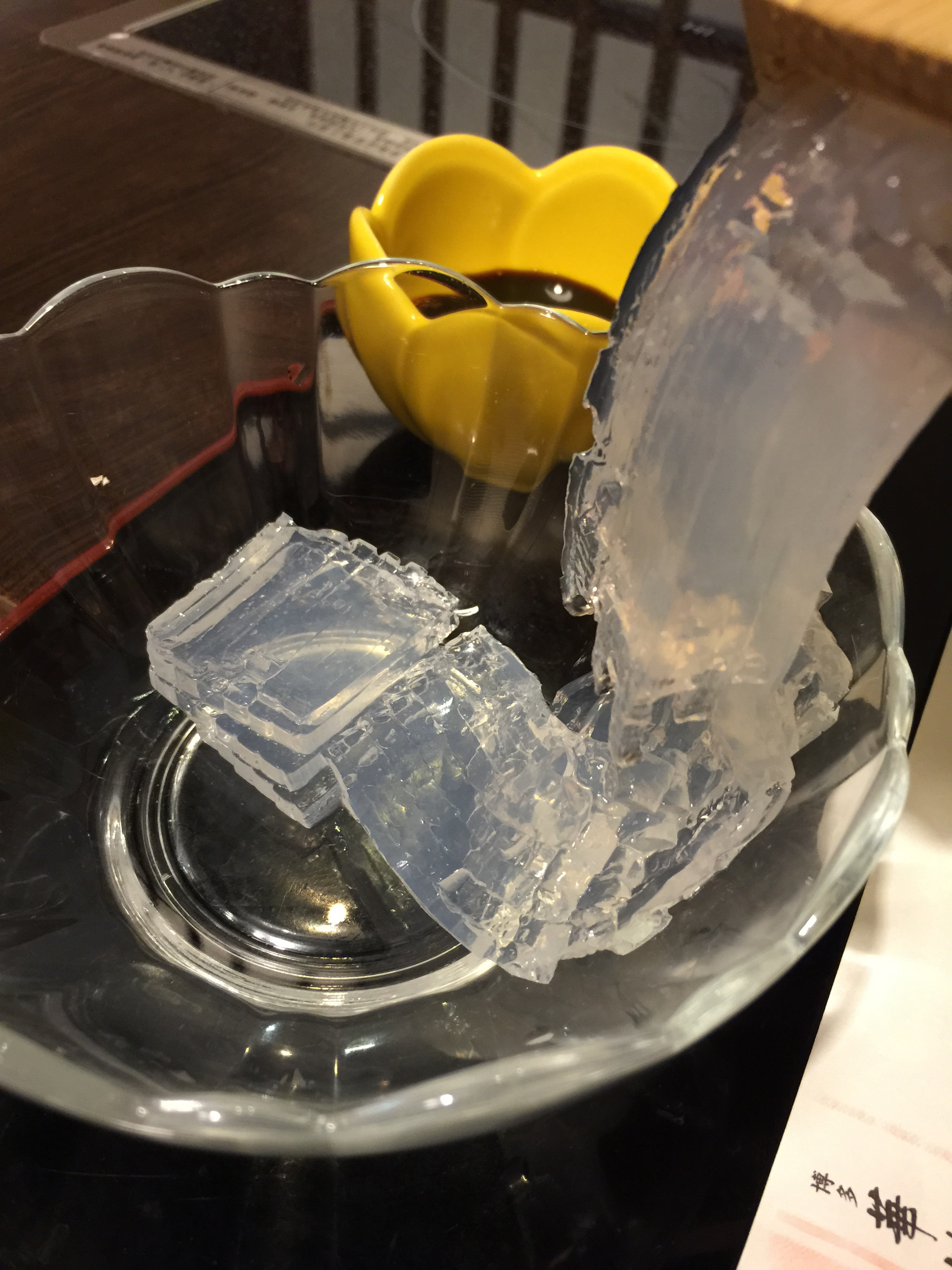
Tokoroten in einer Glasschale

Einige Arten dieser Gattung werden als Lebensmittel und für die Herstellung von Agar und Agarose-Gel verwendet. Etwa zehn Arten werden von Indigenen direkt verzehrt; 50 Arten dienen der Agar- und Agarose-Produktion.
Bereits der Taihō-Kodex aus dem Jahr 701 n. Chr. zählt Gelidium-Algen (japanisch tengusa) unter den Meeresprodukten auf, die als Steuer an den japanischen Kaiserhof gezahlt wurden. Abgeseihte Gelidium-Brühe wird beim Erkalten zu einer Art Gelee, das auf Japanisch als Tokoroten bezeichnet und üblicherweise kalt und in lange Streifen geschnitten serviert wird; dies war schon in der Edo-Zeit eine beliebte Zwischenmahlzeit im Sommer.
Aus Gelidium-Arten wie Gelidium amansii und Gelidium corneum kann auch Zellstoff für die Papierherstellung gewonnen werden.

## Systematik
AlgaeBase listet 250 Artnamen (sowie 92 infraspezifische Namen) aus dieser Gattung auf, von denen 146 taxonomisch anerkannt sind:
- Gelidium abbottiorum R.E.Norris
- (Gelidium acrocarpum Harvey ex Kützing: Synonym von Ceratodictyon repens)
- (Gelidium aculeatum Hering: Synonym von Gracilaria aculeata)
- (Gelidium aculeatum (Greville) Batters: Synonym von Gelidium spinosum)
- Gelidium adriaticum C.Perrone, A.Bottalico, G.H.Boo & S.M.Boo
- (Gelidium affine Schiffner: Status unklar)
- (Gelidium allanii V.J.Chapman: Synonym von Gelidium johnstonii)
- Gelidium amamiense Tanaka & K.Nozawa

- Gelidium amansii (J.V.Lamouroux) J.V.Lamouroux
- Gelidium ambiguum Piccone & Grunow
- Gelidium amboniense Hatta & Prud'homme
- Gelidium americanum (W.R.Taylor) Santelices
- Gelidium anthonini J.V.Lamouroux
- Gelidium applanatum Stegenga, Bolton & R.J.Anderson
- Gelidium arborescens N.L.Gardner
- Gelidium arbuscula Bory ex Børgesen
- Gelidium arenarium Kylin
- Gelidium asperum (C.Agardh) Greville
- Gelidium attenuatum (Turner) Thuret ex Bornet
- Gelidium australe J.Agardh
- Gelidium bernabei A.J.K.Millar & D.W.Freshwater

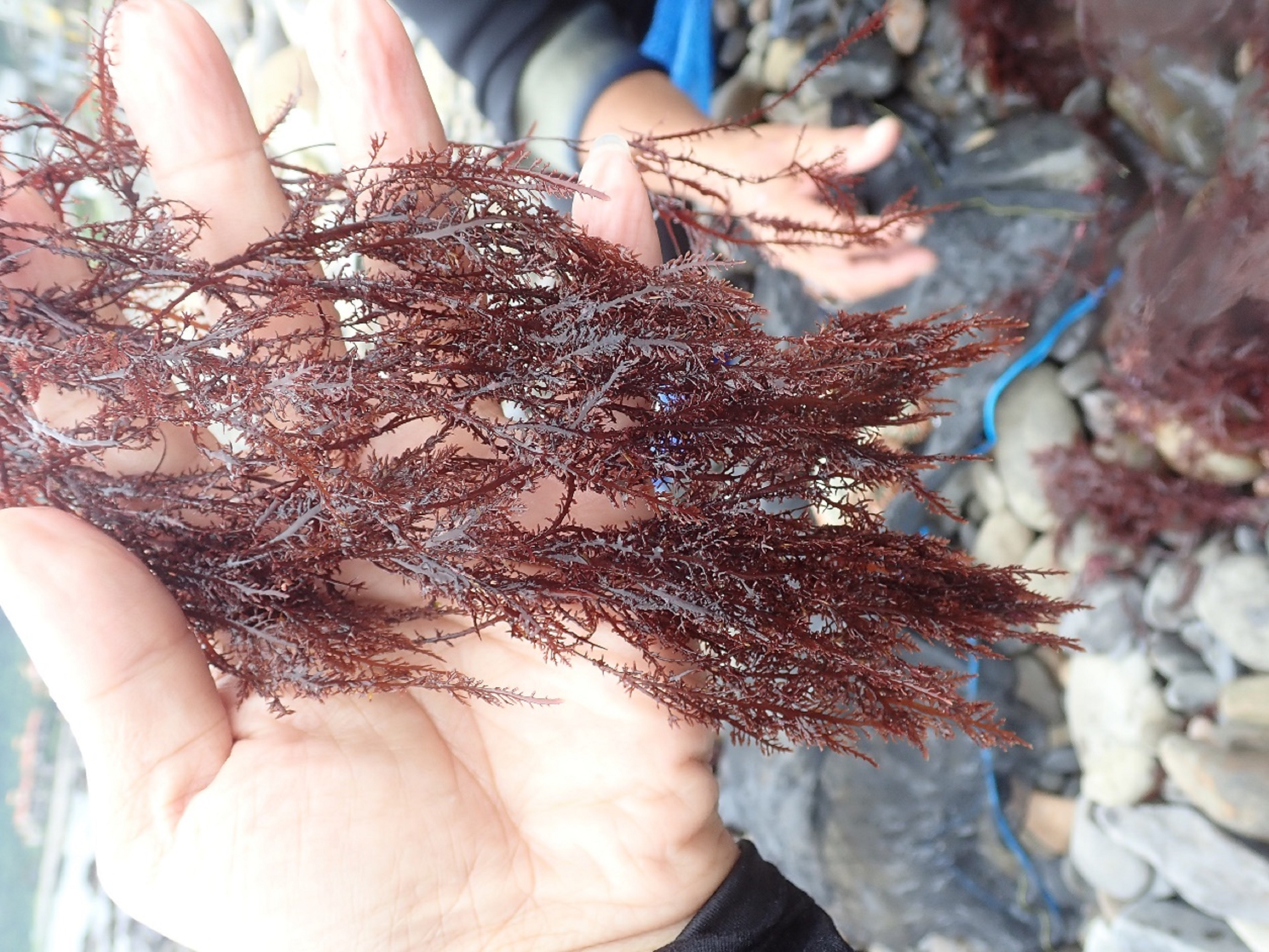
Gelidium amansii

- (Gelidium bipectinatum G.Furnari: Synonym von Gelidium pectinatum)
- (Gelidium biserratum Børgesen: Synonym von Ptilophora biserrata)
- (Gelidium bornetii Weber Bosse: Synonym von Gelidiella bornetii)
- Gelidium brasiliense Brunelli, Boo & M.T.Fujii
- Gelidium bulae Schnetter
- (Gelidium caerulescens Kützing: Synonym von Pterocladiella caerulescens)
- (Gelidium caespitosum Kylin: Synonym von Pterocladiella caespitosa)
- (Gelidium calcicola (Maggs & Guiry) R.E.Norris: Synonym von Gelidiella calcicola)
- Gelidium calidum Jamas, Iha & Fujii: an der brasilianischen Küste[17]
- (Gelidium californicum Huerta: Status unklar)
- (Gelidium caloglossoides M.Howe: Synonym von Pterocladiella caloglossoides)
- Gelidium canariense (Grunow) Seoane-Camba ex Haroun, Gil-Rodríguez, Díaz de Castro & Prud'homme
- (Gelidium cantabricum Seoane-Camba: Status unklar)
- Gelidium capense (S.G.Gmelin) P.C.Silva: Südafrika[18]
- (Gelidium capillaceum (S.G.Gmelin) Meneghini: Synonym von Pterocladiella capillacea)
- Gelidium carolinianum C.Perrone, D.W.Freshwater, A.Bottalico, G.H.Boo & S.M.Boo
- (Gelidium cartilagineum (Linnaeus) Gaillon: Synonym von Plocamium cartilagineum)
- Gelidium caulacantheum J.Agardh
- (Gelidium ceramoides Levring: Synonym von Zuccarelloa ceramoides)
- Gelidium chilense (Montagne) Santelices & Montalva
- (Gelidium chungii Setchell & N.L.Gardner: Synonym von Gelidium vagum)
- Gelidium clavatum (J.V.Lamouroux) J.V.Lamouroux
- (Gelidium clavatum Okamura: Synonym von Gelidium kintaroi)
- Gelidium claviferum (Turner) Kützing
- (Gelidium coarctatum Kützing: Synonym von Gelidium capense)
- (Gelidium compositum Kützing: Synonym von Nizymenia australis)
- Gelidium concinnum Baardseth
- Gelidium congestum W.R.Taylor
- (Gelidium constrictum (Turner) Kützing: Synonym von Polyopes constrictus)

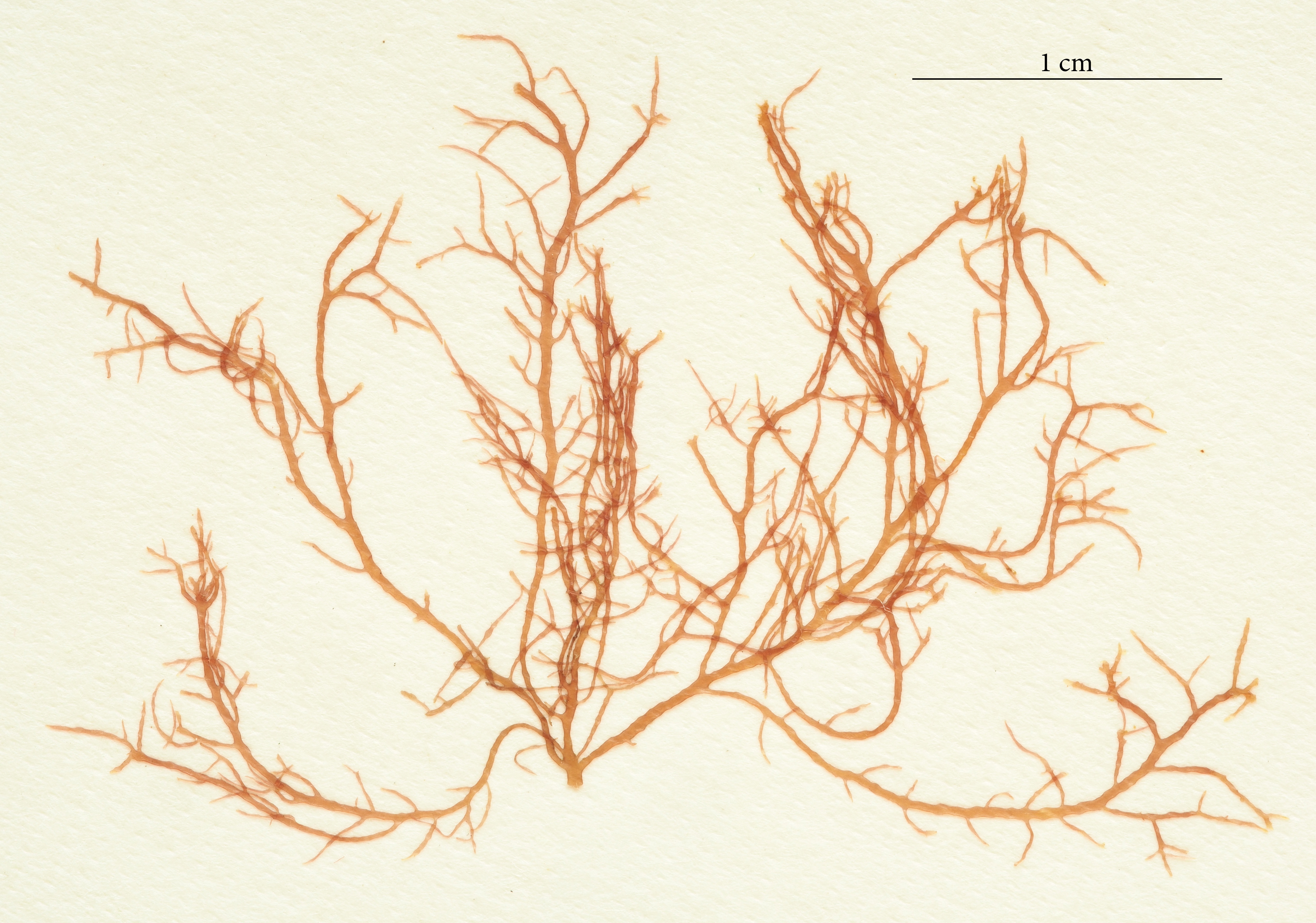
Gelidium pulchellum

- (Gelidium contortum N.H.Loomis: Synonym von Gelidium purpurascens)
- Gelidium coreanum K.M.Kim, I.K.Hwang, H.S.Yoon & S.M.Boo

- Gelidium corneum (Hudson) J.V.Lamouroux (Typus)
- Gelidium coronadense E.Y.Dawson
- Gelidium corrigerum J.V.Lamouroux
- Gelidium coulteri Harvey: USA[18]

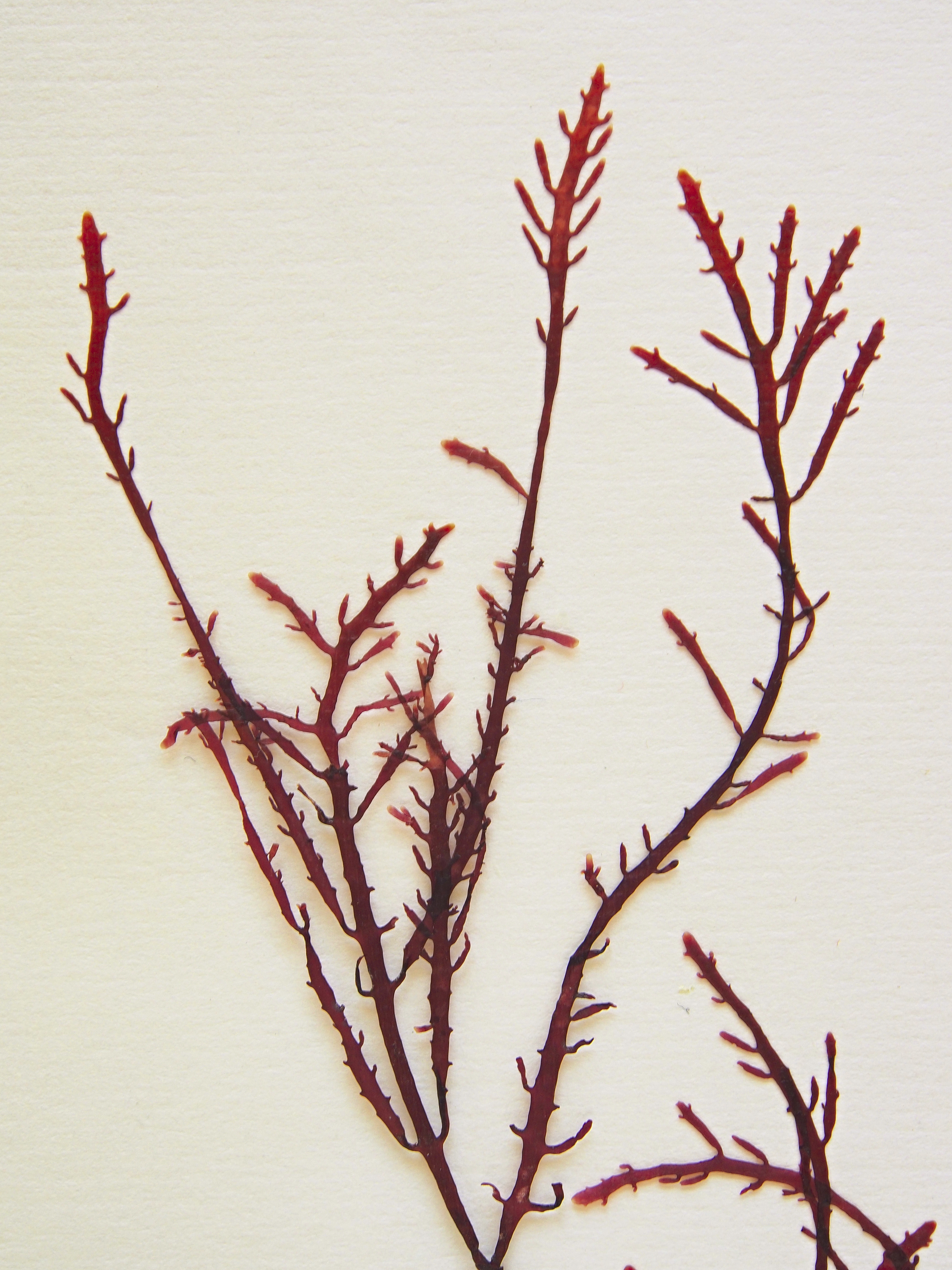
Gelidium corneum

- Gelidium crinale (Hare ex Turner) Gaillon: weit verbreitet im Atlantik und Pazifik[13]
- (Gelidium crinitum (S.G.Gmelin) Kützing: Synonym von Tichocarpus crinitus)
- Gelidium crispum M.Howe
- Gelidium deciduum E.Y.Dawson
- (Gelidium decipiens Montagne: Synonym von Neorubra decipiens)
- Gelidium declerckii Tronchin
- Gelidium decompositum Setchell & Gardner
- (Gelidium decumbensum Okamura: Synonym von Pterocladiella tenuis)
- Gelidium delicatulum (Kützing) Setchell C
- (Gelidium densum N.L.Gardner: Synonym von Gelidium purpurascens)
- (Gelidium densum Okamura: Synonym von Gelidium yamadae)
- (Gelidium dentatum Kützing: Synonym von Ptilophora dentata)
- (Gelidium distichum N.H.Loomis: Synonym von Gelidium purpurascens)
- Gelidium divaricatum G.Martens
- Gelidium elegans Kützing
- Gelidium elminense Dickinson
- Gelidium eucorneum K.M.Kim, I.K.Hwang, J.K. Park & S.M.Boo
- Gelidium fasciculatum Hamel
- (Gelidium fastigiatum Kützing: Synonym von Trematocarpus flabellatus)
- Gelidium filicinum Bory
- Gelidium flaccidum P.J.L.Dangeard
- Gelidium floridanum W.R.Taylor
- Gelidium foliaceum (Okamura) E.M.Tronchin
- Gelidium foliosum P.J.L.Dangeard
- Gelidium gabrielsonii Hughey & G.H.Boo
- Gelidium galapagense W.R.Taylor
- (Gelidium gardneri N.H.Loomis: Synonym von Gelidium purpurascens)
- (Gelidium gigartinum (Linnaeus) Lyngbye: Synonym von Gigartina pistillata)
- (Gelidium glandulaefolium J.D.Hooker & Harvey: Synonym von Gelidium asperum)
- Gelidium gonzalezii D.Rodríguez, Quiroz-González & Ponce-Márquez
- (Gelidium grubbae K.-C.Fan: Synonym von Gelidium vagum)
- Gelidium guimaraesiae Brunelli, Milstein, Boo & M.T.Fujii
- Gelidium hancockii W.R.Taylor
- (Gelidium helenae Dickinson: Synonym von Ptilophora pectinata)
- Gelidium heterocladum Papenfuss
- (Gelidium heteroplatos Børgesen: Synonym von Pterocladia heteroplatos)
- (Gelidium hildebrandtii (Hauck) F.Schmitz: Synonym von Ptilophora hildebrandtii)
- Gelidium hirsutum (Okamura) G.H.Boo & R.Terada
- Gelidium hommersandii A.J.K.Millar & D.W.Freshwater
- (Gelidium honghaiwanense G.C.Wang & X.L.Wang: Status bisher unklar)
- Gelidium howei Acleto
- (Gelidium hypnosum Zanardini ex R.Molinier: Status unklar)
- (Gelidium hystrix Zanardini: Status unklar)
- Gelidium inagakii Yoshida
- Gelidium indonesianum K.M.Kim, G.S.Gerung & S.M.Boo C
- Gelidium inflexum Baardseth
- Gelidium intertextum P.Dangeard
- (Gelidium intricatum (C.Agardh) Kützing: Synonym von Ceratodictyon intricatum)
- (Gelidium irregulare N.H.Loomis: Synonym von Pterocladiella caerulescens)
- Gelidium isabelae W.R.Taylor
- Gelidium japonicum (Harvey) Okamura
- Gelidium jejuense K.M.Kim, I.K.Hwang, H.S.Yoon & S.M.Boo
- Gelidium johnstonii Setchell & N.L.Gardner: weit verbreitet im Pazifischen Raum[13]
- Gelidium kathyanniae G.H.Boo & Hughey
- Gelidium kintaroi Yamada
- (Gelidium koshikianum S.Shimada, H.Horiguchi & M.Masuda: Synonym von Gelidium johnstonii)
- (Gelidium lanceolatum Harvey: Synonym von Prionitis lanceolata)
- (Gelidium latifolium (Greville) Bornet: Synonym von Gelidium spinosum)
- Gelidium latiusculum Okamura
- Gelidium lineare Iha & Freshwater
- (Gelidium lingulatum J.Agardh: Synonym von Gelidium lingulatum Kützing)
- Gelidium lingulatum Kützing
- Gelidium linoides Kützing
- (Gelidium longipes J.Agardh: Synonym von Gelidium crinale subsp. longipes (J. Agardh) W.A.Nelson & G.H.Boo)
- Gelidium longiramulosum (Y.P.Lee & B.S.Kim) G.H.Boo
- (Gelidium lubricum (Kützing) Trevisan: Synonym von Gelidiella lubrica)
- (Gelidium lucasii V.M.May: Synonym von Ptilophora pectinata)
- (Gelidium lucidum (R.Brown ex Turner) Sonder: Synonym von Pterocladia lucida)
- (Gelidium madagascariense Andriamampandry: Synonym von Orthogonacladia madagascariense)
- Gelidium maggsiae Rico & Guiry
- Gelidium maidenii A.H.S.Lucas
- Gelidium masudae B.M.Xia & C.K.Tseng
- Gelidium mcnabbianum (E.Y.Dawson) B.Santelices
- (Gelidium melanoideum Schousboe ex Bornet: Synonym von Pterocladiella melanoidea)
- Gelidium microdentatum E.Y.Dawson
- Gelidium microdon Kützing
- Gelidium microdonticum W.R.Taylor
- Gelidium microglossum A.L.Grusz & Freshwater
- Gelidium microphyllum (Crosby-Smith) Kylin
- Gelidium microphysa Setchell & N.L.Gardner
- Gelidium micropterum Kützing
- Gelidium millarianum G.H.Boo, Hughey, K.A.Miller & S.M.Boo
- (Gelidium miniatum (Sprengel) Kützing: Synonym von Wurdemannia miniata)
- Gelidium minimum K.M.Kim, I.K.Hwang, H.S.Yoon & S.M.Boo
- Gelidium minusculum (Weber Bosse) R.E.Norris
- (Gelidium multicorne Kützing: Synonym von Carpopeltis maillardii)
- Gelidium multifidum Greville
- (Gelidium muricatum Endlicher: Synonym von Endocladia muricata)
- (Gelidium musciforme (W.R.Taylor) Santelices: Synonym von Pterocladiella musciformis)
- (Gelidium nanum Inagaki: Synonym von Gelidium inagakii)
- (Gelidium neglectum Bory: Synonym von Grateloupia filicina)
- Gelidium nova-granatense W.R.Taylor
- Gelidium nudifrons N.L.Gardner
- (Gelidium obtusum Schousboe: Status bisher unklar)
- (Gelidium okamurae Setchell & N.L.Gardner: Synonym von Pterocladiella capillacea)
- Gelidium omanense M.J.Wynne
- (Gelidium oppositifolium (C.Agardh) Greville: Synonym von Callophycus oppositifolius)
- Gelidium pacificum Okamura
- Gelidium pakistanicum (Afaq-Husain & Shameel) Shahnaz & Freshwater
- Gelidium palmatum G.H.Boo & K.M.Kim
- (Gelidium pannosum Grunow: Synonym von Ceratodictyon pannosum)
- (Gelidium pannosum Bornet ex Weber Bosse: Synonym von Parviphycus pannosus)
- (Gelidium papenfussii N.H.Loomis: Synonym von Gelidium purpurascens)
- Gelidium parvulum Greville
- Gelidium pectinatum (Montagne) Montagne
- (Gelidium pinnatifidum (Hudson) Lyngbye: Synonym von Osmundea pinnatifida)
- (Gelidium pinnatifidum (J.Agardh) F.Schmitz: Synonym von Beckerella pinnatifida)
- Gelidium planiusculum Okamura
- Gelidium pluma Bornet ex N.H.Loomis
- (Gelidium plumula Zanardini: Status unklar)
- (Gelidium polycladum Kützing: Synonym von Gelidium spathulatum)
- (Gelidium polystichum Gardner: Synonym von Gelidium purpurascens)
- Gelidium pristoides (Turner) Kützing
- Gelidium profundum Tronchin & Freshwater
- (Gelidium proliferum Harvey: Synonym von Ptilophora prolifera)
- Gelidium proliferum Kützing
- Gelidium prostratum K.M.Kim, I.K.Hwang, H.S.Yoon & S.M.Boo
- Gelidium pseudointricatum Skottsberg & Levring
- Gelidium pteridifolium R.E.Norris, Hommersand & Fredericq

- Gelidium pulchellum (Turner) Kützing
- Gelidium pulchrum N.L.Gardner
- (Gelidium pulvinatum (C.Agardh) Grunow: Synonym von Gelidium pusillum var. pulvinatum)
- (Gelidium pulvinatum Thuret ex Bornet: Status unklar)
- Gelidium purpurascens N.L.Gardner
- Gelidium pusillum (Stackhouse) Le Jolis: im Nordatlantik[13]
- (Gelidium pygmaeum (Lightfoot) Lyngbye: Status bisher unklar)
- (Gelidium pyramidale N.L.Gardner: Synonym von Pterocladiella capillacea)
- (Gelidium radicans (Bory) Kützing: Synonym von Gelidium rigidum var. radicans)
- (Gelidium ramelliferum Kützing: Synonym von Gelidiella acerosa)
- (Gelidium ramellosum (Kützing) Trevisan: Synonym von Gelidiella ramellosa)
- (Gelidium ramuliferum Gardner: Synonym von Gelidium purpurascens)
- (Gelidium rectangulare A.H.S.Lucas: Synonym von Orthogonacladia rectangularis)
- Gelidium reediae N.H.Loomis
- Gelidium refugiense (E.Y.Dawson) Santelices
- Gelidium regulare Baardseth
- (Gelidium repens Kützing: Synonym von Ceratodictyon repens)
- (Gelidium repens Okamura: Synonym von Gelidium pusillum)
- Gelidium reptans (Suhr) Kylin
- Gelidium rex Santelices & I.A.Abbott
- Gelidium rigens (C.Agardh) Greville ex Kützing
- (Gelidium rigidum (C.Agardh) Greville: Synonym von Gelidiella acerosa)
- Gelidium robustum (N.L.Gardner) Hollenberg & I.A.Abbott
- (Gelidium rostratum (Lyngbye) A.W.Griffiths ex Harvey: Synonym von Pantoneura fabriciana)
- (Gelidium rugosulum Schousboe: Status bisher unklar)
- (Gelidium rumpii Dickinson: Synonym von Ptilophora rumpii)
- Gelidium samoense Reinbold
- Gelidium sanyaense G.C.wang & X.l.Wang
- Gelidium sclerophyllum W.R.Taylor
- (Gelidium scoparium Montagne & Millardet: Synonym von Ceratodictyon scoparium)
- Gelidium secundatum Zanardini ex Kützing
- Gelidium seminudum J.Agardh
- Gelidium semipinnatum Piccone & Grunow
- Gelidium senegalense Feldmann
- Gelidium sentosaense G.H.Boo, Y.Cai & S.M.Boo
- Gelidium serpens J.Agardh
- Gelidium serra (S.G.Gmelin) E.Taskin & M.J.Wynne
- (Gelidium serratum Kützing: Synonym von Callophycus africanus)
- Gelidium serrulatum J.Agardh
- (Gelidium sesquipedale (Clemente) Thuret: Synonym von Gelidium corneum)
- (Gelidium setchellii N.L.Gardner: Synonym von Gelidium purpurascens)
- Gelidium sinicola N.L.Gardner
- (Gelidium sonorense E.Y.Dawson: Synonym von Pterocladia sonorensis)
- Gelidium spathulatum (Kützing) Bornet
- (Gelidium spinescens (Kützing) Trevisan: Synonym von Gelidium crinale)
- (Gelidium spiniforme (J.V.Lamouroux) J.V.Lamouroux: Synonym von Gelidiella acerosa)

- Gelidium spinosum (S.G.Gmelin) P.C.Silva

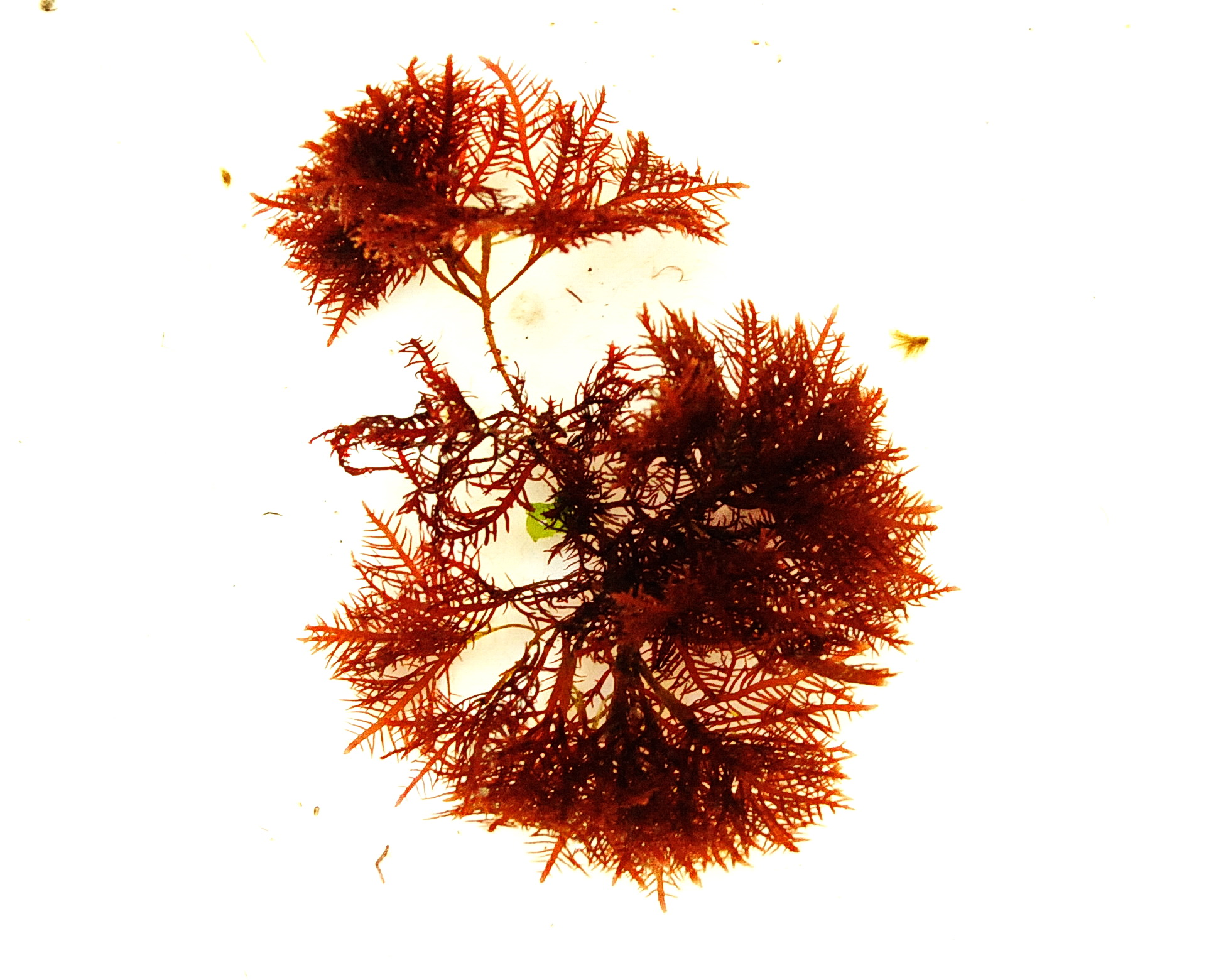
Gelidium spinosum

- (Gelidium spinulosum (C.Agardh) J.Agardh: Synonym von Gelidium microdon)
- (Gelidium sternbergii (C.Agardh) Greville: Synonym von Prionitis sternbergii)
- (Gelidium subcostatum Okamura: Synonym von Ptilophora subcostata)
- Gelidium subfastigiatum Okamura
- (Gelidium supradecompositum Kützing: Synonym von Gelidium pulchellum var. supradecompositum)
- Gelidium tenue Okamura
- Gelidium tenuifolium Shimada, Horiguchi & Masuda
- (Gelidium tenuissimum Feldmann & Hamel: Synonym von Parviphycus pannosus)
- Gelidium torulosum Kützing
- (Gelidium tropicum (E.Y.Dawson) Verheij & Prud'homme: Synonym von Pterocladiella caerulescens)
- Gelidium tsengii K.-C.Fan
- Gelidium umbricola E.Y.Dawson & Neushul
- Gelidium undulatum N.H.Loomis
- Gelidium unilaterale Harvey & Bailey
- Gelidium usmanghanii Afaq-Husain & M.Shameel
- (Gelidium ustulatum (Turner) J.Agardh: Synonym von Caulacanthus ustulatus)
- Gelidium vagum Okamura
- (Gelidium variabile Greville ex J.Agardh: Synonym von Ceratodictyon variabile)
- Gelidium venetum Schiffner
- (Gelidium venturianum E.Y.Dawson: Synonym von Gelidium coulteri)
- Gelidium versicolor (S.G.Gmelin) J.V.Lamouroux
- Gelidium vietnamense Pham-Hoàng Hô
- Gelidium vittatum (Linnaeus) Kützing
- Gelidium yamadae K.-C.Fan
- Gelidium yangmeikengense G.C.Wang & X.L.Wang
- Gelidium yoshidae G.H.Boo & R.Terada
- (Gelidium zollingeri (Kützing) K.M.Kim, G.S.Gerung & S.M.Boo: Synonym von Gelidium indonesianum)
- (Gelidium zollingeri Sonder: Synonym von Yonagunia zollingeri)

## Forschungsgeschichte
Erstbeschrieben wurde die Gattung Gelidium 1813 durch Jean Vincent Félix Lamouroux mit Gelidium corneum als Typus.
1897 ordnete Giovanni Battista de Toni die Gattungen Clavatula Stackhouse (1801), Agrocarpus Kützing (1843) und Echinocaulon Kützing (1843) als Synonyme von Gelidium ein.
Die Gattungen Suhria und Onikusa wurden 2002 in die Gattung Gelidium aufgenommen.

## Umweltgeschichte
Wie viele andere Meeresalgen wurden Gelidium-Arten im Viktorianischen Zeitalter vor allem von Frauen, darunter Margaret Gatty, zunächst in Großbritannien und später auch in Kalifornien für private Herbarien gesammelt. Die in den getrockneten Algen enthaltenen Stickstoffisotopen korrelieren mit dem Auftriebgeschehen, wie δ15N-Untersuchungen zeigten, und liefern somit wichtige Beiträge zur Umweltgeschichte.